# حاسب الرمل
حاسب الرمل (بالإغريقية: Ψαμμίτης)‏ بسامّيتِس من مؤلفات أرخميدس وفيه حاول تحديد الحد الأعلى لعدد حبيبات الرمل في الكون. ولهذا الغرض، قام أرخميدس بتقدير حجم الكون وفقاً للمعروف عنه وقتها، وأخترع طريقة لوصف الأعداد الكبيرة جدا.
يعرف أيضًا باللاتينية باسم Arenarius "أريناريوس"، طوله حوالي ثماني صفحات مترجمة موجهة للملك السرقوسي جيلون الثاني. ويعتبر أسهل أعمال أرخميدس المقروءة.

## تسمية الأعداد الكبيرة
| الفترات والرتب مع مجالاتهم حسب الترميز الحديث | الفترات والرتب مع مجالاتهم حسب الترميز الحديث | الفترات والرتب مع مجالاتهم حسب الترميز الحديث        | الفترات والرتب مع مجالاتهم حسب الترميز الحديث                                                            |
| الفترة                                        | الرتبة                                        | المجال                                               | اللوغاريثم العشري للمجال                                                                                 |
| --------------------------------------------- | --------------------------------------------- | ---------------------------------------------------- | --- |
| 1                                             | 1                                             | (1, Ơ], حيث وحدة الدرجة الثانية Ơ = 108              | (0, 8]                                                                                                   |
| 1                                             | 2                                             | (Ơ, Ơ2]                                              | (8, 16]                                                                                                  |
| 1                                             | ⋅                                             |                                                      | |
| 1                                             | k                                             | (Ơk − 1, Ơk]                                         | (8k − 8, 8k]                                                                                             |
| 1                                             | ⋅                                             |                                                      | |
| 1                                             | Ơ                                             | (Ơ − 1, Ƥ], حيث وحدة الفترة الثانية, Ƥ = Ơ = 108×108 | (8×108 − 8, 8×108] = (799,999,992, 800,000,000]                                                          |
| 2                                             | 1                                             | (Ƥ, ƤƠ]                                              | (8×108, 8 × (108 + 1)] = (800,000,000, 800,000,008]                                                      |
| 2                                             | 2                                             | (ƤƠ, ƤƠ2]                                            | (8 × (108 + 1), 8 × (108 + 2)]                                                                           |
| 2                                             | ⋅                                             |                                                      | |
| 2                                             | k                                             | (ƤƠk − 1, ƤƠk]                                       | (8 × (108 + k − 1), 8 × (108 + k)]                                                                       |
| 2                                             | ⋅                                             |                                                      | |
| 2                                             | Ơ                                             | (ƤƠƠ − 1, ƤƠƠ] = (Ƥ2Ơ−1, Ƥ2]                         | (8 × (2×108 − 1), 8 × (2×108)] = (1.6×109 − 8, 1.6×109] = (1,599,999,992, 1,600,000,000]                 |
| ⋅                                             |                                               |                                                      | |
| Ơ                                             | 1                                             | (ƤƠ − 1, ƤƠ − 1Ơ]                                    | (8×108 × (108 − 1), 8 × (108 × (108 − 1) + 1)] = (79,999,999,200,000,000, 79,999,999,200,000,008]        |
| Ơ                                             | 2                                             | (ƤƠ − 1Ơ, ƤƠ − 1Ơ2]                                  | (8 × (108 × (108 − 1) + 1), 8 × (108 × (108 − 1) + 2)]                                                   |
| Ơ                                             | ⋅                                             |                                                      | |
| Ơ                                             | k                                             | (ƤƠ − 1Ơk − 1, ƤƠ − 1Ơk]                             | (8 × (108 × (108 − 1) + k − 1), 8 × (108 × (108 − 1) + k)]                                               |
| Ơ                                             | ⋅                                             |                                                      | |
| Ơ                                             | Ơ                                             | (ƤƠ − 1Ơ − 1, ƤƠ − 1Ơ] = (ƤƠ−1, ƤƠ]                  | (8 × (2×108 − 1), 8 × (2×108)] = (8×1016 − 8, 8×1016] = (79,999,999,999,999,992, 80,000,000,000,000,000] |

اخترع أرخميدس نظام للأعداد الكبيرة جدا، حيث كان أقصى عدد في نظام الأعداد المعاصر له هو عدد ضخم [الإنجليزية] (10,000) (بالإغريقية: μυριάς)‏ "مِرياس".
وكذا يمكننا تسمية جميع الأرقام حتى عدد ضخم من عدد ضخم 108 أو (جداء 10,000في 10,000)
أطلق أرخميدس على الأعداد حتى 108 اسم "الرتبة الأولى" وأطلق على 108 نفسها اسم "وحدة الرتبة الثانية"، ثم نشأت الرتبة الثانية من مضاعفات هذه الوحدة.
ثم وحدة الرتبة الثالثة 108 ·108 =1016، ومضاعفاتها هي الرتبة الثالثة، وهكذا.
استمر أرخميدس في تسمية الأعداد بهذه الطريقة حتى وصل إلى عدد لا يحصى من أعداد رتبة 108، أي (108)^(108).
ومن ثم أطلق أرخميدس على هذا الترتيب اسم "ترتيب الفترة الأولى"، وعلى الأخيرة {\displaystyle (10^{8})^{(10^{8})}} "ترتيب الفترة الثانية".وظل يكرر هذه العملية حتى وصل لأقصى رقم يمكنه التعبير عنه بهذا النظام وهو
{\displaystyle \left(\left(10^{8}\right)^{(10^{8})}\right)^{(10^{8})}=10^{8\cdot 10^{16}}.}
وهو عبارة عن الرقم واحد متبوعًا بثمانين كوادريليون (80·1015) صفر.
يشبه نظام أرخميدس نظام الأرقام الموضعية في القاعدة 108، وهو تطور مدهش لأن الإغريق استخدموا نظامًا بسيطًا للغاية لكتابة الأرقام، مستخدمين 27 حرفًا مختلفًا من الأبجدية للآحاد من 1 لـ 9، والعشرات من 10 لـ 90 والمئات من 100 لـ 900.

### قانون الأسس
في مؤلفه هذا اكتشف أرخميدس وأثبت قانون الأس، {\displaystyle 10^{a}10^{b}=10^{a+b}} ليمكنه من الوصول لأرقام كبيرة جدا.

## تقدير حجم الكون
لتقدير الحد الأعلى لعدد حبيبات الرمل اللازمة لملء الكون، استخدم أرخميدس نموذج أرسطرخس الساموسي. لم يصلنا عمل أرسطرخس الأصلي، لكن وصلنا مادونه أرخميدس في كتابه عنه:
| حاسب الرمل | فرضيات [أرسطرخس] هي ثبات الشمس والنجوم، ودوران الأرض على محيط دائرة في مركزها الشمس، وكرة النجوم الثابتة، التي تقع حول نفس المركز مثل الشمس، كبيرة جدًا لدرجة أن الدائرة التي يفترض أن الأرض تدور فيها تتناسب مع المسافة للنجوم الثابتة كنسبة مركز الكرة لسطحها | حاسب الرمل |

السبب وراء الحجم الكبير لهذا النموذج هو أن الإغريق لم يتمكنوا من ملاحظة اختلاف المنظر النجمي بالتقنيات المتاحة، مما يعني أن أي تزيح سيكون صغير جدا وبذا يجب وضع النجوم على مسافات كبيرة من الأرض (بافتراض صحة مركزية الشمس).
وفقا لأرخميدس، فإن أرسطرخس لم يحدد مدى بعد النجوم عن الأرض. لذا افترض أرخميدس:
- أن الكون كروي
- أن نسبة قطر الكون إلى قطر مدار الأرض حول الشمس تساوي نسبة قطر مدار الأرض حول الشمس إلى قطر الأرض.

يمكن التعبير عن هذا الافتراض أيضًا بالقول إن تزيح المنظر النجمي الناتج عن حركة الأرض حول مدارها يساوي التزيح الشمسي الناتج عن الحركة حول الأرض.
معبرا عنه بالنسبة التالية:
{\displaystyle {\frac {\text{Diameter of Universe}}{\text{Diameter of Earth orbit around the Sun}}}={\frac {\text{Diameter of Earth orbit around the Sun}}{\text{ Diameter of Earth}}}}
للحصول على الحد الأعلى، افترض أرخميدس:
- أن محيط الأرض لم يكن أكبر من 300 مرياد ستاديا (5.55·105 كم).
- أن القمر لم يكن أكبر من الأرض، وأن الشمس أكبر من القمر بثلاثين مرة كحد أقصى.
- أن القطر الزاوي للشمس كما نراه من الأرض كان أكبر من 1/200 من الزاوية القائمة (π/400 راديان = 0.45 درجة).

وخلص أرخميدس بعد ذلك إلى أن قطر الكون لا يتجاوز 1014 ستاديا (بالوحدات الحديثة، حوالي 2 سنة ضوئية)، وأنه لن يتطلب أكثر من 1063 حبة رمل لملئه. وباستخدام هذه القياسات، فإن قطر كل حبة رمل كان سيبلغ حوالي 19 ميكرومترًا (0.019 ملم).

### حساب عدد حبات الرمل في الكون الأرسطرخسي
افترض أرخميدس أن أربعين بذرة خشخاش متراصة تساوي داكتيلاً "dactyl" يونانيًا واحدًا (عرض الإصبع) والذي يبلغ طوله حوالي 19 ملم (3/4 بوصة).
لذا فإن كرة قطرها دكتيل واحد سوف تحتوي (باستخدام نظام الأرقام الحالي لدينا) 403، أو 64000 بذرة خشخاش.
ثم افترض (دون دليل) أن كل بذرة خشخاش يمكن أن تحتوي على عدد ضخم جدا من (10000) حبة من الرمل. وبذا تحوي كرة قطرها إصبع واحد 640 مليون حبة رمل.
وللتسهيل لاحقا، قرب 640 مليون إلى مليار، ملاحظاً أن الرقم الأول أصغر من الثاني، وبالتالي فإن عدد حبات الرمل المحسوبة لاحقاً سوف يتجاوز العدد الفعلي للحبوب.
كان طول الستاديا اليوناني 600 قدم يوناني، وكل قدم 16 داكتيل، ومن ثم 9600 داكتيل في الستاديا. قرب أرخميدس هذا الرقم إلى 10000 (عدد لا يحصى) لتسهيل الحساب، ملاحظاً أن الناتج سيتجاوز العدد الفعلي لحبيبات الرمل.
بما أن مكعب 10000 هو تريليون (1012)؛ وجداء مليار (عدد حبيبات الرمل في كرة الداكتيل) في تريليون (عدد كرات الداكتيل في الستاديا) يعطي 1021، وهو عدد حبيبات الرمل في كرة الستاديا.
ولأن أرخميدس قدر قطر الكون الأرسطرخسي بـ 1014 استاديا، لذا نحصل على (1014)3 كرات استاديا في الكون، أو 1042. ومن ثم جداء 1021 في 1042 يعطي 1063، وهو عدد حبات الرمل في الكون الأرسطرخسي.
وبناءً على تقدير أرخميدس لعدد لا يحصى (10000) من حبات الرمل في بذرة الخشخاش؛ و64000 بذرة خشخاش في كرة داكتيل؛ وطول الستاديا بـ 10000 داكتيل؛ و19 ملم عرض الإصبع، فإن قطر حبة الرمل النموذجية لأرخميدس سيكون 18.3 ميكرومتر، وهو ما نسميه اليوم حبة غرين. يتم تعريف أصغر حبة رمل حاليا على أن قطرها 50 ميكرومتر.

### حسابات إضافية
أجرى أرخميدس بعض التجارب والحسابات الأخرى المثيرة للاهتمام في هذا العمل
في احداها قدر الحجم الزاوي للشمس كما نراها من الأرض آخذا في الاعتبار حجم بؤبؤ العين الضئيل، وبذا قد تكون أول مثال تجريبي معروف في علم الطبيعة الفيزيائي، وهو فرع من علم النفس يتعامل مع آليات الإدراك البشري، والذي يُعزى تطويره عمومًا إلى هيرمان فون هلمهولتز.
في حساب آخر للتزيح الشمسي والمسافات المختلفة بين المٌشاهد والشمس، سواء عند رؤيته من مركز الأرض أو من سطح الأرض عند شروق الشمس. قد يكون هذا أول حساب معروف يتعامل مع التزيح الشمسي.

## اقتباس
| حاسب الرمل | يوجد من يظن، أيها الملك جيلون، أن حبات الرمل لا نهائية؛ ولا أعني بالرمل ما حول سيراقوسة وبقية صقلية، بل في كل مكان مأهول أو مهجور. وأيضا يوجد من يظن، أنه لا يوجد عدد كافيً لتعيين قيمته برغم اعتبارهم العدد لا نهائيًا. وواضح أنهم إذا تخيلوا كتلة رملية بحجم يعادل كتلة الأرض، بما فيها كل البحار وباطن الأرض ممتلئًا لارتفاع مساوٍ لأعلى الجبال، سيكونون أبعد ما يكون عن إدراك إمكانية التعبير عن أي عدد يتجاوز كمية الرمل هذه. ولكنني سأحاول أن أبرهن لك هندسيا بشكل يسهل عليك فهمه، أن بعض الأعداد المذكورة في هذا العمل الذي أرسلته إلى زيوكسيبوس "Zeuxippus"، تفوق ليس فقط عدد حبات الرمال في كتلة تعادل حجم الأرض الممتلئة كما أسلفت، بل أيضًا تلك الموجودة في كتلة تعادل حجم الكون بأسره. | حاسب الرمل |

## قراءات إضافية
- The Sand-Reckoner, by جيليان برادشاو. Forge (2000), 348pp, (ردمك 0-312-87581-9). رواية تاريخية عن حياة وأعمال أرخميدس.

## روابط خارجية
- النص اليوناني الأصلي
- حاسب الرمل (مُشروح)
- حاسب الرمل (أريناريو) ترجمة إيطالية موضحة، مع ملاحظات حول أرخميدس والترميز الرياضي اليوناني ووحدة القياس . ملف المصدر للنص اليوناني Arenarius (لـLaTeX).
- أرخميدس، حاسب الرمل ، بقلم إيلان فاردي؛ يتضمن نسخة إنجليزية حرفية من النص اليوناني الأصلي